# Macrocoma buettikeriana
Macrocoma buettikeriana es una de las especies de insecto coleóptero de la familia Chrysomelidae.
Fue descrita científicamente en 1979 por Daccordi.